# Salem Mbakata
Salem Mbakata, né le 19 avril 1998 à Kinshasa, est un footballeur français qui évolue au poste d'arrière droit à Gaziantep FK.

## Biographie
Né à Kinshasa en République démocratique du Congo, Salem Mbakata grandit à Le Mée-sur-Seine.

### Carrière en club
Ayant commencé le football au Mée Sports Football en benjamins, Salem Mbakata passe ensuite par le CS Brétigny avant d'arriver au FC Sochaux en 2015,.
Il fait ses débuts professionnels le 27 juillet 2018 contre Grenoble. Malgré la saison difficile de Sochaux qui lutte pour son maintien, il enchaîne les titularisations lors de la phase aller, en totalisant 14. Il connaît une seconde partie de saison plus compliquée, en concurrence avec Rafa Navarro, il n’apparaît alors qu'à quatre reprises sur la phase retour. Il prolonge son contrat en fin de saison jusqu'en juin 2021.

### Carrière en sélection
Mbakata a déjà été convoqué par les sélections nationales de République démocratique du Congo, notamment les moins de 20 ans en 2015 pour un match amical contre l'Angleterre. Le jeune joueur refuse néanmoins alors cette convocation, préférant se concentrer sur sa toute jeune carrière dans un club professionnel.

## Style de jeu
Initialement évoluant au poste d'ailier, Mbakata est repositionné au poste d'arrière droit,. Il cite notamment Dani Carvajal et Philipp Lahm comme des modèles à ce poste où il s'affirmera en professionnel.